# Fußgängerzone Gorkistraße

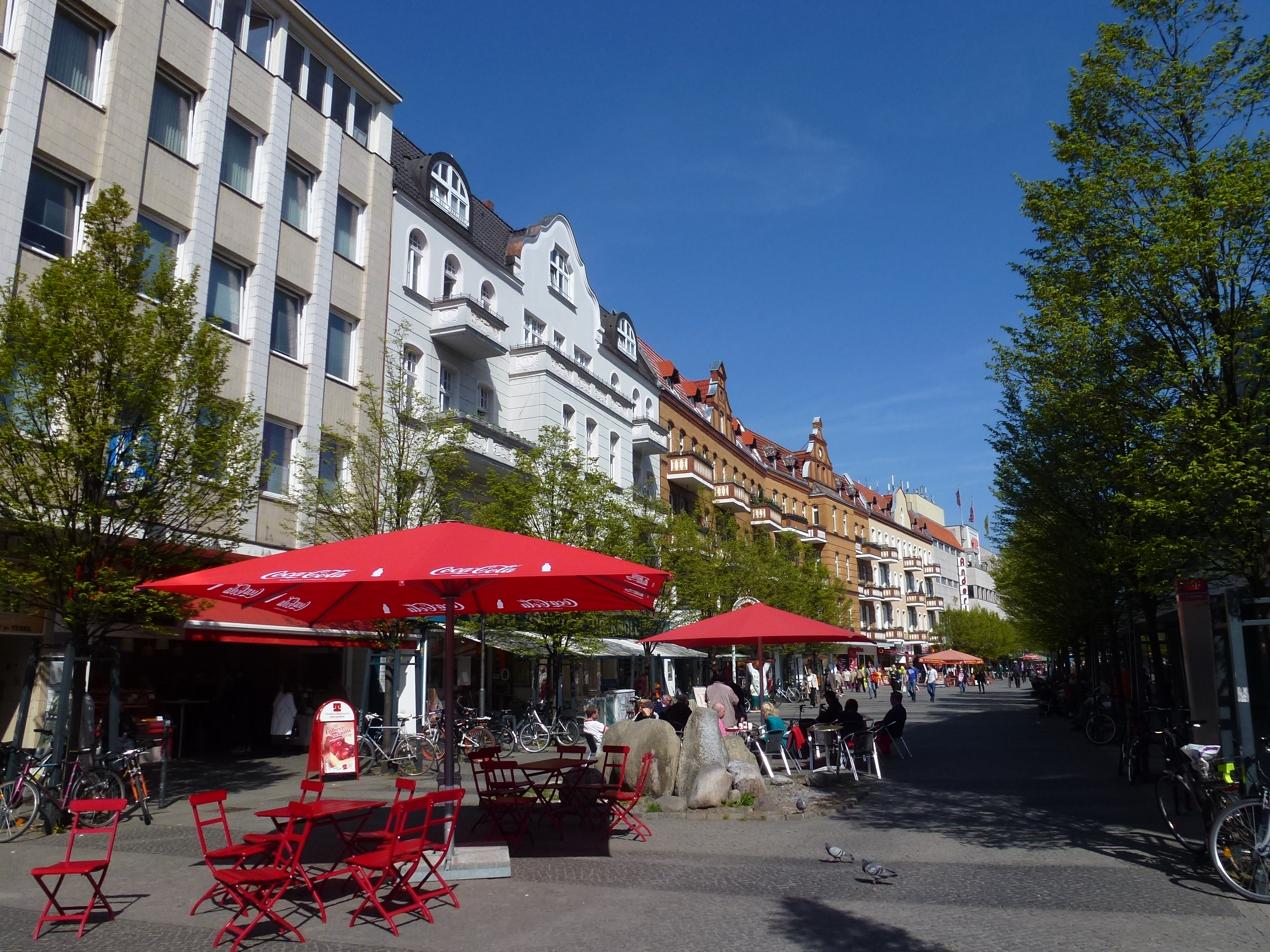
Fußgängerzone, 2015

Die Fußgängerzone Gorkistraße, auch Tegel Quartier, ist seit 1978 eine 250 Meter lange Fußgängerzone im Berliner Ortsteil Tegel und nach dem russischen Schriftsteller Maxim Gorki benannt. Die Umbauarbeiten im Sinne einer Revitalisierung sind von der HGHI Holding GmbH des Investors Harald Huth mit einem Volumen von insgesamt 250 Millionen Euro veranlasst worden. Das Tegel-Quartier, bestehend aus Bauteil Nord und Bauteil Süd (ehemaliges Hertie-Kaufhaus), ist dabei mit dem Namen Fußgängerzone Gorkistraße gemeint. Das Projekt soll zur Attraktivitätssteigerung des Berliner Nordens beitragen. Die Umbauarbeiten sollten bis Ende 2021 vollendet sein. Neben Einkaufsmöglichkeiten sind auch Bürogebäude mit einer Nutzungsfläche von 28.000 m² im Bau, die nahezu komplett an die Deutsche Rentenversicherung Bund vermietet sind. Architekt des Vorhabens für die Fußgängerzone Gorkistraße ist ABP Pechthold.

## Geschichte

### Tegel-Center

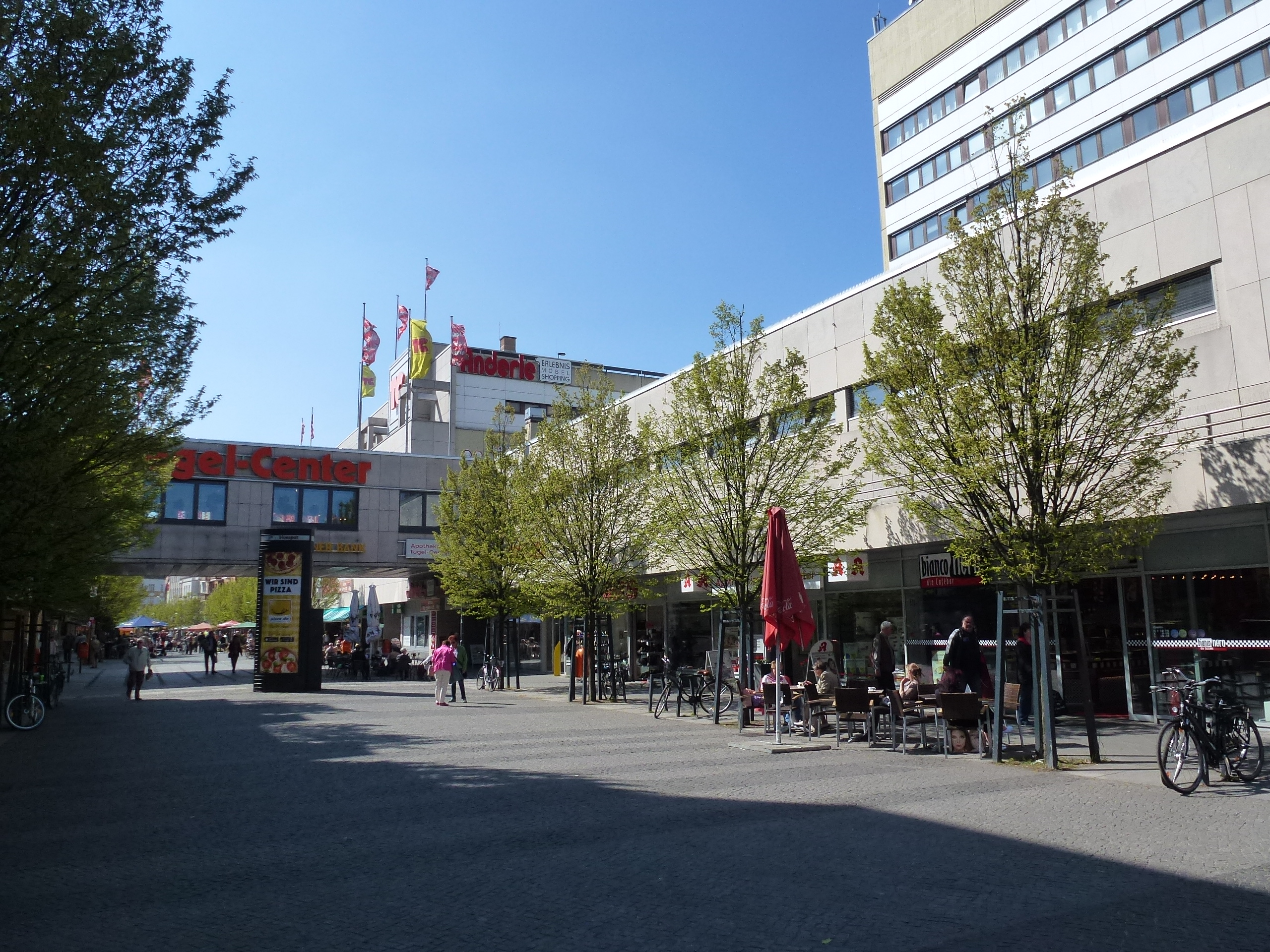
Tegel-Center, 2015

Das Tegel-Center an der späteren Fußgängerzone Gorkistraße entstand ab Ende 1969. Die Grundsteinlegung erfolgte am 12. Dezember 1969. Der erste Gebäudeteil nördlich an der Buddestraße 21–27 / Ecke Gorkistraße 11–21 mit dem Hochhaus entstand unter anderem auf dem Gelände des 1908 eröffneten privaten Wochenmarktes von Oswald Prenzel. Der südliche Teil entstand in der Gorkistraße und erstreckte sich bis zur Grußdorfstraße 5/6. Das Parkhaus mit Zufahrten von der Grußdorfstraße und der Bernstorffstraße (ehemals: Waidmannsluster Damm) entstand an der Ecke Budde- und Bernstorffstraße. Beide Gebäudeteile waren seit dem 27. November 1971 durch eine Brücke verbunden, in die das Block House (Steakhaus) einzog, vorher war allerdings noch das Brückencafé dort drin.
Autofahrer konnten auf der Suche nach Parkplätzen zwischen den Parkmöglichkeiten südlich und nördlich auf dem Dach bis ins Parkhaus die Brücke überqueren. Der Gebäudekomplex wurde am 25. Oktober 1972 eröffnet. Die 30.000 m² Nutzfläche boten Platz für 100 Geschäfte mit rund 1400 laufenden Metern Schaufensterfront. Das 42 Meter hohe Hochhaus wurde durch die Volkshochschule Reinickendorf bezogen. Bis 2003 war hier auch die Graphothek Berlin ansässig. Im Hof des nördlichen Gebäudeteils war ein 70 m² großes Mosaik von Sigurd Kuschnerus mit der Darstellung von Sehenswürdigkeiten von Tegel und Umgebung zu sehen. 1973 wurde hier auch ein Straßenmöbel-Museum mit historischen Laternen und Gebäudeschmuck eingerichtet. Die meisten der Stücke wurden vor dem Abriss an das Heimatmuseum Reinickendorf abgegeben.
Bis zum Fahrplanwechsel im Dezember 2018 hieß die naheliegende Bushaltestelle in der Buddestraße ‚Tegel-Center‘. Sie wurde kurz zuvor sogar barrierefrei ausgebaut und mit dynamischen Informationsanzeigern ausgestattet. Nach der Schließung des Tegel-Centers und dem beginnenden Abriss wurde die Haltestelle in ‚Buddestraße‘ umbenannt. Ob hier nach Fertigstellung des Tegel-Quartiers eine erneute Umbenennung erfolgen wird, bleibt abzuwarten.

### Markthalle Tegel

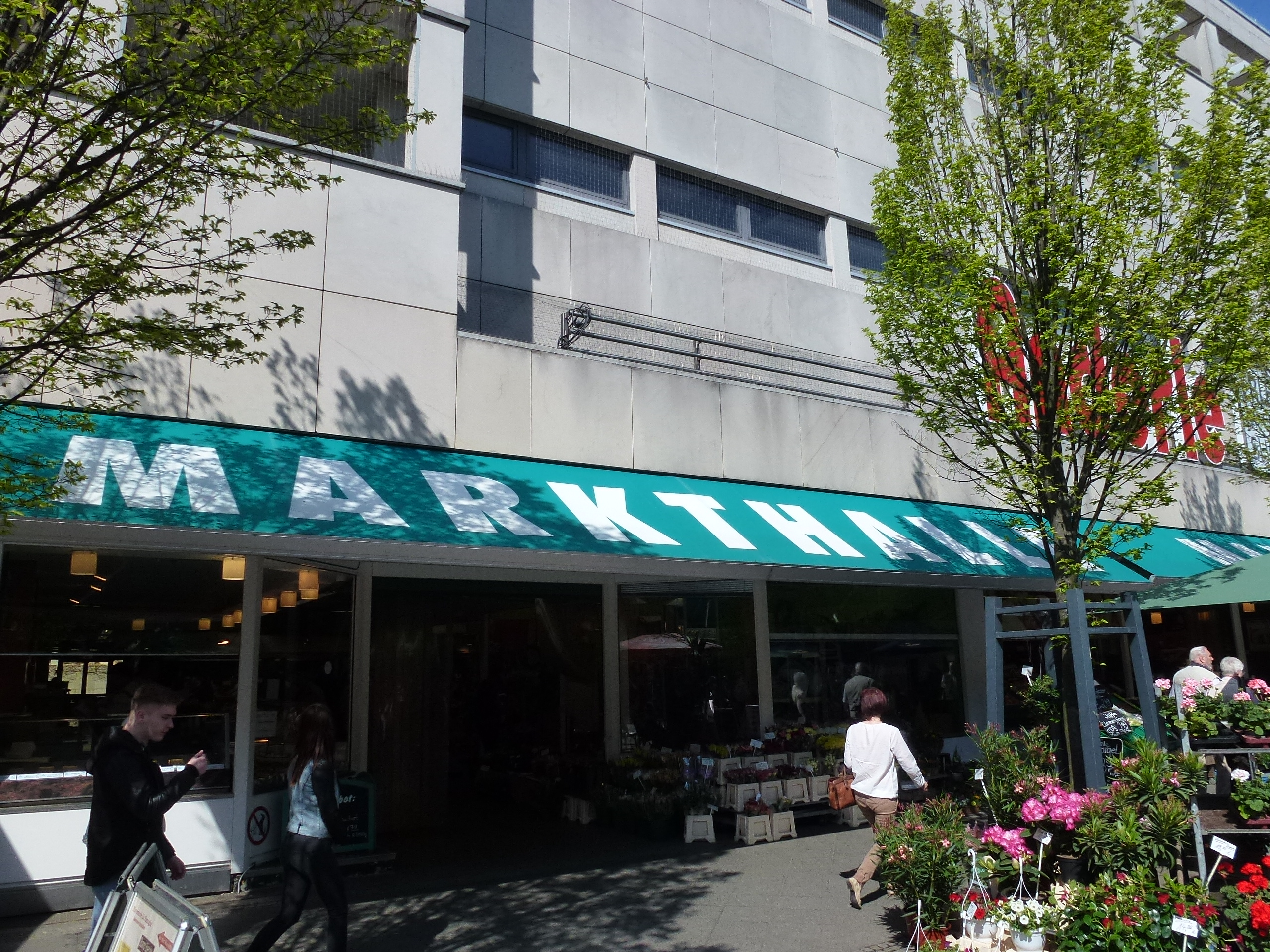
Markthalle, 2015

Die Markthalle Tegel wurde 1908 als privater Wochenmarkt von Oswald Prenzel eröffnet. Das im Zweiten Weltkrieg in Teilen zerstörte Gebäude wurde vollständig wiederaufgebaut. Im Jahr 1958 wurde ein festes Dach auf der Markthalle montiert. Nach dem Tod des Gründers übernahm sein Sohn Walter Prenzel die Leitung, der einen vollständigen Hallenneubau realisierte. Am 23. März 1972 eröffnete die damalige Markthalle ihre Pforten im Tegel-Center. Von 2016 bis 2019 zogen die Händler der Markthalle aufgrund des Umbaus ins ehemalige Hertie-Haus. Am 15. Oktober 2021 erfolgte die Eröffnung der neuen Markthallen, nunmehr mit Eingängen zur Grußdorf- und Gorkistraße.

### Kepa-, Karstadt- bzw. Hertie-Kaufhaus

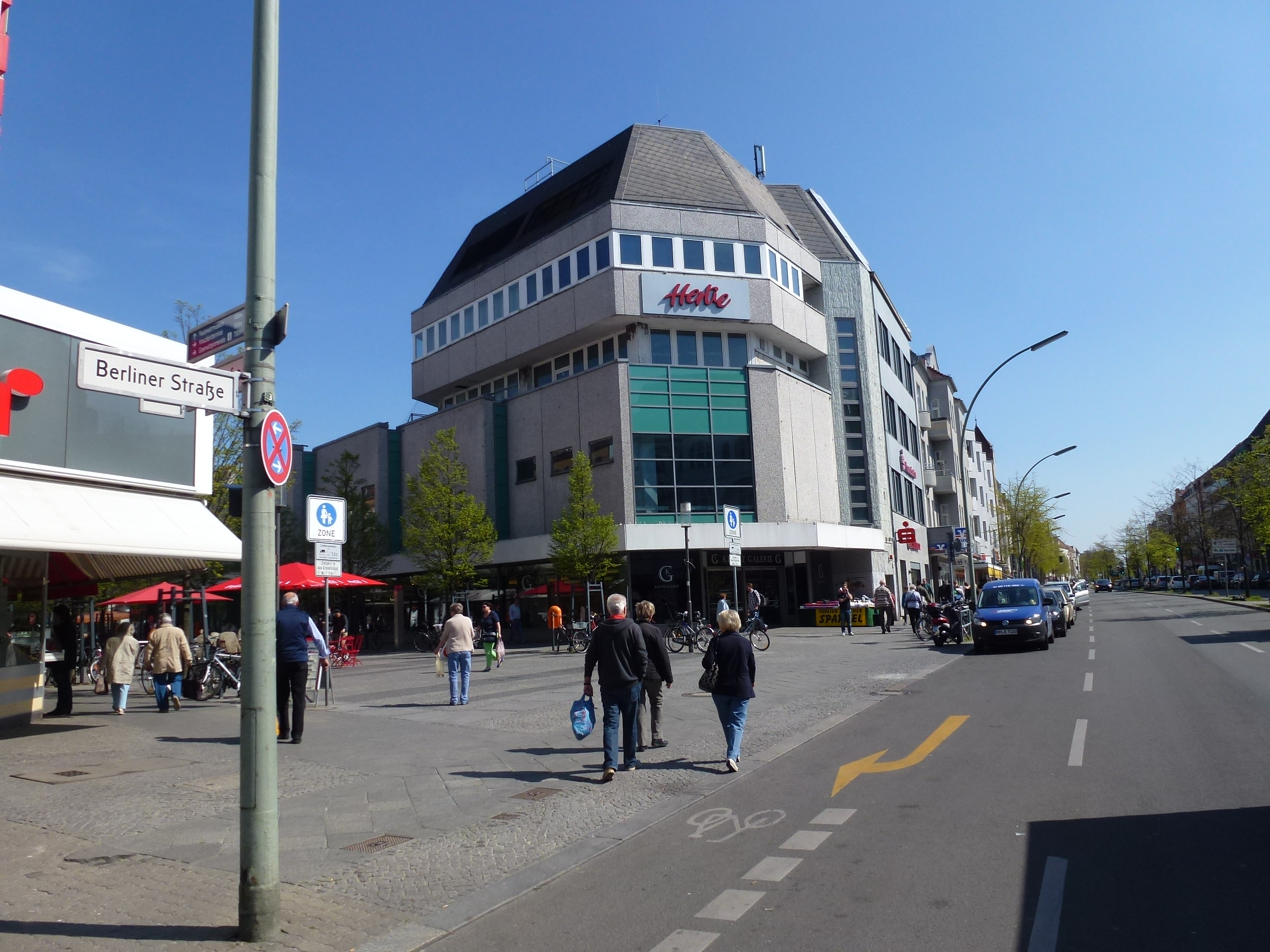
Kaufhaus, 2015

Im Anschluss an den südlichen Teil des Tegel-Centers entlang der Gorkistraße 2–8 entstand, anstelle des alten Kepa-Geschäftshauses von 1920, ein neues Kaufhaus nach den Plänen des Architekten Pingel. Das Richtfest konnte am 30. Juni 1972 gefeiert werden. Nach der Übernahme des Gebäudes durch Karstadt wurde das Kaufhaus 1988 und 1999 erweitert. Nach der Insolvenz von Karstadt wurde aus dem Gebäude ein Hertie-Kaufhaus. Obwohl das Kaufhaus der Hertie-Gruppe schwarze Zahlen schrieb, wurde es mit der Insolvenz von Hertie geschlossen. Versuche, einen anderen Betreiber zu finden oder das Kaufhaus durch die Angestellten in Selbstverwaltung weiter zu führen, scheiterten. Nach der Schließung des Hertie-Kaufhauses 2009 sollte mit dem Projekt Fußgängerzone Gorkistraße das Hertie-Kaufhaus um ein Geschoss aufgestockt und mit einer neuen Fassade versehen werden. 2016 begannen die Bauarbeiten in der Fußgängerstraße unter dem Namen Fußgängerzone Gorkistraße. Versuche, in Tegel wieder ein Karstadt-Haus zu etablieren, waren nach der Hertie-Schließung gescheitert. Auch andere große Mieter konnten nicht gefunden werden.
Am 9. Juli 2015 teilte Baustadtrat Martin Lambert den Verkauf des Hertie-Hauses und des Tegel-Centers an der Gorkistraße an die HGHI Holding GmbH mit.
Am 8. Juni 2018 wurde der Grundstein für das Tegler Quartier gelegt und am 13. November 2022 eröffnete Galeria Karstadt Kaufhof eine neue 10.000 m² große Filiale im Tegler Quartier.

### Fußgängerzone
Das Bezirksamt Reinickendorf baute 1978 den etwa 250 Meter langen Abschnitt der Gorkistraße zwischen Berliner Straße und Buddestraße zu einer Fußgängerzone um. Bis dahin fuhren hier noch die Busse der Berliner Verkehrsbetriebe (BVG), die nun dauerhaft eine andere Linienführung erhielten. Es entstanden ein Kinderspielplatz und eine Sitzgruppe, die mit Betonmauern abgegrenzt waren. Nahe der Berliner Straße entstand der Hinkelstein-Brunnen aus eiszeitlichen Findlingen und einer Fontäne. Bei der Umgestaltung im Jahr 2001 blieb nur der Hinkelstein-Brunnen erhalten. Hier beteiligten sich neben dem Bezirksamt auch die Karstadt AG und das Tegel-Center.